# 4468 Pogrebetskij
4468 Pogrebetskij este un asteroid din centura principală, descoperit pe 24 septembrie 1976 de Nikolai Cernîh.